# World Heavyweight Championship (2002–2013)
Die 2002 bis 2013 Version der World Heavyweight Championship (zu deutsch Weltmeisterschaft im Schwergewicht) war einer der wichtigsten Wrestlingtitel der US-amerikanischen Promotion World Wrestling Entertainment (WWE). Er war neben der WWE Championship einer von zwei Weltmeistertiteln in der WWE.
Der Titel wurde 2002 als Welt-Schwergewichtstitel von Raw ins Leben gerufen, nachdem Raw und SmackDown eigenständige Brands wurden. Er wechselte hauptsächlich aufgrund des Draft zwischen beiden Brands bis am 29. August 2011 die Supershows eingeführt worden sind. Die World Heavyweight Championship wurde am 15. Dezember 2013 bei TLC: Tables, Ladders & Chairs eingestellt, als sie mit der WWE Championship vereinigt wurde.
Der Titel war einer von sechs Titel, die durch den historischen Big Gold Belt repräsentiert wurden, der erstmals 1986 eingeführt wurde. Sein Erbe kann bis zur ersten World Heavyweight Wrestling Championship zurückverfolgt werden, was dem Gürtel ein über 100 Jahre altes Vermächtnis verleiht.
Eine neue World Heavyweight Championship wurde im April 2023 mit einem ähnlichen Gürteldesign wie der Big Gold Belt enthüllt. Der gleichnamige Titel folgt nicht der Abstammung dieser Meisterschaft.

## Geschichte

### Hintergrund
Die Ursprünge des Titels liegen in der ersten World Heavyweight Wrestling Championship und bei der National Wrestling Alliance (NWA), die als Mitglieder viele verschiedene territoriale Promotionen hatte. Am 9. November 1956 errang Lou Thesz die World Heavyweight Wrestling Championship zum zweiten Mal und vereinigte 1957 den originalen Welt-Schwergewichtstitel mit der seit 1949 von ihm gehaltenen NWA World Heavyweight Championship. Das  Territorialprinzip der NWA brach unter dem zunehmenden Wettbewerbsdruck von Vince McMahons expandierender World Wrestling Federation (WWF) zusammen. Jim Crockett hatte ähnliche Expansionsziele und stellte sich eine vereinte NWA durch die Übernahme oder Fusion aller regionalen Promotionen der NWA durch Jim Crockett Promotions (JCP) vor. JCP entwickelte sich zu einem Eckpfeiler der (NWA). In den 1980er Jahren war JCP neben der World Wrestling Federation (WWF) eine der beiden größten Promotionen in den Vereinigten Staaten. Doch 1988 stand JCP kurz vor dem Bankrott. Turner Broadcasting System übernahm JCP und es entstand die World Championship Wrestling (WCW), die zu Beginn auch ein Mitglied der NWA war. Während dieser Zeit nutzte die WCW, sowie die JCP zuvor, die NWA World Heavyweight Championship als Welt-Schwergewichtstitel. Die WCW World Heavyweight Championship wurde kurz darauf eingeführt, als die Meisterschaft im Jahr 1991 dem damaligen NWA World Heavyweight Champion Ric Flair verliehen wurde. Die neue Meisterschaft wurde zunächst nicht durch einen eigenen Titelgürtel repräsentiert, da die WCW weiterhin den Big Gold Belt, der die NWA World Heavyweight Championship repräsentierte, nutzte. Aus diesem Grund beanspruchte die WCW regelmäßig die NWA World Heavyweight Championship Abstammungslinie für ihre eigene Meisterschaft. 1993 trennte sich die WCW von der NWA und entwickelte sich zu einem rivalisierenden Promotion zur WWF auch ein ehemaliges Mitglied der NWA. Beide Organisationen gewannen an Bedeutung im Mainstream und waren schließlich in einen TV-Einschaltquotenkrieg verwickelt, der als Monday Night Wars bezeichnet wurde. Gegen Ende des Rating-Krieges begann für WCW ein finanzieller Niedergang, der im März 2001 mit dem Kauf ausgewählter Anlagen von WCW durch die WWF gipfelte. Infolge des Kaufs erwarb die WWF unter anderem die WCW World Heavyweight Championship. So gab es zwei Weltschwergewichts-Titel in der WWF: die ursprüngliche WWF Championship und die WCW Championship, die schließlich in World Championship umbenannt wurde. Im Dezember 2001 bei Vengeance wurde die World Championship mit der WWF Championship vereinigt. Bei der Veranstaltung wurde die World Championship eingestellt und Chris Jericho wurde der letzte World Champion und der erste Undisputed WWF Champion.

### Entstehung
Das Roster der WWE hatte sich, aufgrund des Überflusses an Wrestler durch die Übernahme von WCW, verdoppelt. Infolge der Erhöhung teilte WWE das Roster auf seine beiden Shows Raw und SmackDown auf, wobei jede Show Meisterschaften zugewiesen wurden. Diese Erweiterung wurde als „Brand Extension“ bekannt. Im Mai 2002 wurde die WWF in World Wrestling Entertainment (WWE) umbenannt. Nach diesen Änderungen blieb die Undisputed WWE Championship unabhängig von beiden Shows, da Wrestler beider Shows den Undisputed WWE Champion herausfordern konnten. Nach der Ernennung von Eric Bischoff und Stephanie McMahon zu General Managern von Raw bzw. SmackDown überzeugte McMahon den damaligen Titelträger Brock Lesnar, exklusiv für SmackDown anzutreten. Raw blieb daraufhin ohne einen Weltschwergewichts-Titel. Als Reaktion darauf brachte Bischoff am 2. September den Big Gold Belt (der Gürtel der früher die World Championship repräsentierte) zurück und erkannte Lesnars Undisputed Status ab. Bischoff erklärte, das Lesnar sich weigere seinen Titel gegen den Nr. 1-Herausforderer Triple H zu verteidigen und verlieh dann diesem die neu geschaffene World Heavyweight Championship. Unmittelbar danach verlor Lesnars Titel den Beinamen „Undisputed“ und wurde in WWE Championship umbenannt. Die World Heavyweight Championship und die WWE Championship wechselten einige Male die Shows, bevor der erste Roster Split im Jahr 2011 endete.

### Historische Abstammung
Während die World Heavyweight Championship im Jahr 2002 als neuer Titel eingeführt wurde, nahm die WWE oft Bezug auf die WCW World Heavyweight Championship und die NWA World Heavyweight Championship, und fusionierte die Geschichte dieser Meisterschaft mit der Geschichte des Gürtels (Big Gold Belt), der sie repräsentiert. Wie von der WWE bestätigt, ist die World Heavyweight Championship keine Fortsetzung der Abstammungslinie der WCW World Heavyweight Championship, sondern deren Nachfolger durch die Undisputed WWE Championship, genauso wie die WCW Championship aus der NWA World Heavyweight Championship hervorgegangen ist. Aufgrund seiner Beziehung zu beiden Titeln ist seine Abstammung mit der ersten World Heavyweight Wrestling Championship verbunden. Im Jahr 2010 veröffentlichte die WWE ein DVD-Set namens History of the World Heavyweight Championship, das den Titel definitiv mit den WCW- und NWA-Titeln verband.

### Titelvereinigung

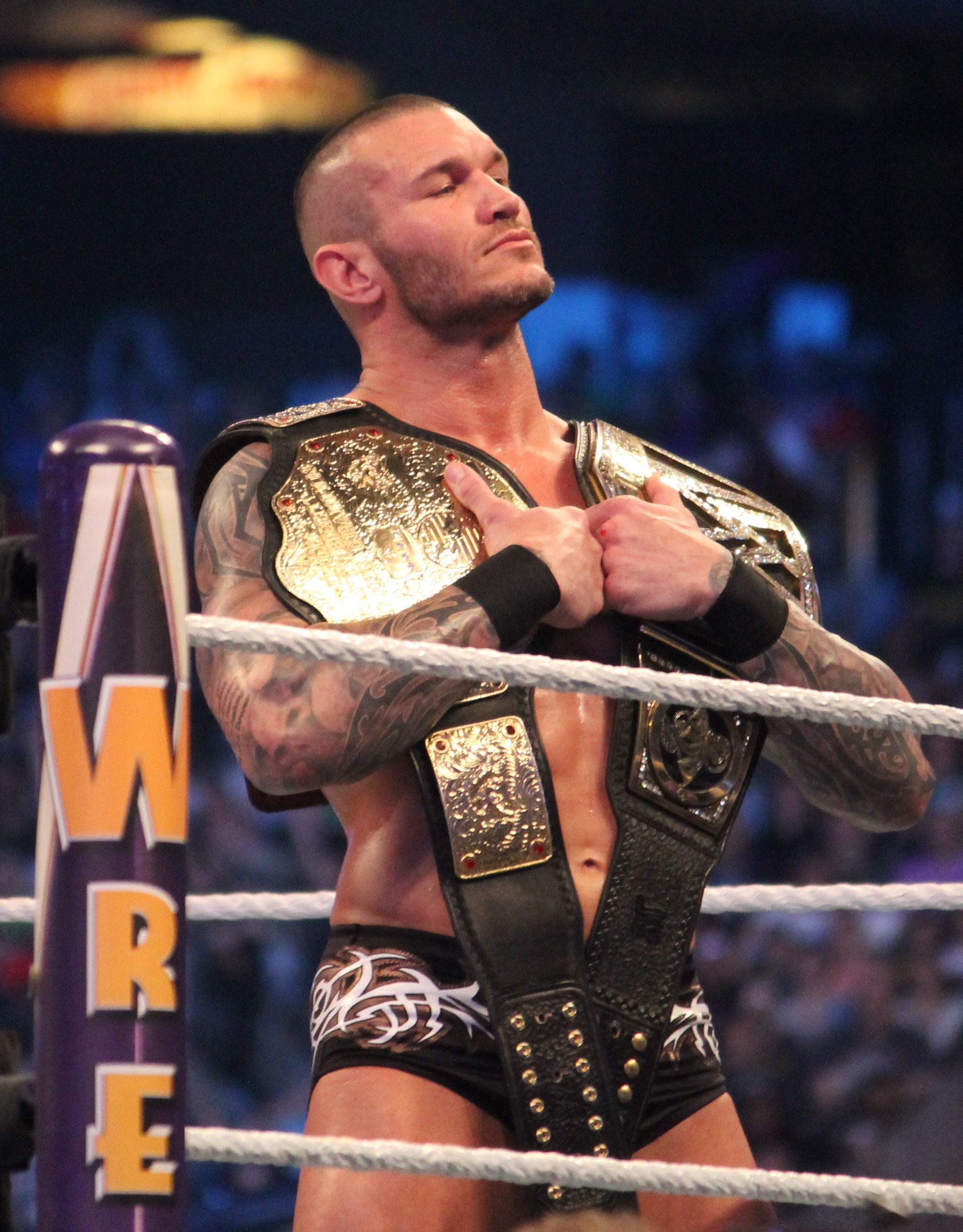
Randy Orton als WWE World Heavyweight Champion

Nach dem Ende der ersten Brand Extension im Jahr 2011 konnten sowohl der World Heavyweight Champion als auch der WWE Champion sowohl bei Raw als auch bei SmackDown auftreten. Im Jahr 2013, in der Nacht nach Survivor Series, forderte der damalige World Heavyweight Champion John Cena den damaligen WWE Champion Randy Orton heraus, einen Undisputed WWE Champion zu ermitteln. Am 15. Dezember 2013 besiegte Randy Orton John Cena in einem TLC-Match beim TLC: Tables, Ladders & Chairs Pay-per-View, um die Titel zu vereinigen. Anschließend wurde die WWE Championship in WWE World Heavyweight Championship umbenannt. Die vereinigte Meisterschaft behielt die Abstammungslinie der WWE Championship bei, und die World Heavyweight Championship wurde eingestellt. Mit seinem Sieg über John Cena wurde Randy Orton der letzte World Heavyweight Champion. Wie bei der Undisputed Championship wurde der Big Gold Belt zusammen mit dem WWE Championship Belt verwendet, um die WWE World Heavyweight Championship zu repräsentieren, bis dem damaligen Champion Brock Lesnar im August 2014 ein einzelner Gürtel überreicht wurde.

### Wiedereinführung
In der Folge von Raw vom 24. April 2023 enthüllte Chief Content Officer Triple H eine neue World Heavyweight Championship mit einem Gürteldesign, das dem Big Gold Belt ähnelt, und kündigte an, dass der neue Champion bei Night of Champions gekrönt werden würde. Der neue Welt-Schwergewichtstitel trägt nicht die Abstammung der ursprünglichen World Heavyweight Championship, sondern wird von WWE als Nachfolgertitel anerkannt.

## Regentschaften
Der erste Champion war Triple H, und insgesamt gab es 25 verschiedene Titelträger. Der am längsten amtierende Champion war Batista, der den Titel vom 3. April 2005 bis zum 10. Januar 2006 für insgesamt 282 Tage hielt. Triple H hält mit 616 Tagen den Rekord für die längste kombinierte Regentschaft. Der kürzeste amtierende Champion war Randy Orton in seiner vierten Regentschaft, da der Titel gleich eingestellt wurde, nachdem er ihn mit der WWE Championship vereint hatte. Er war auch der jüngste Champion im Alter von 24 Jahren. Der älteste Champion war The Undertaker, der im Alter von 44 Jahren den Titel gewann. Edge hielt den Titel mit sieben Regentschaften am häufigsten. In seiner Geschichte wurde der Titel sechs Mal als vakant erklärt.
Randy Orton war der letzte Champion in seiner vierten Regentschaft. Er seit der Einstellung am 15. Dezember 2013. Er besiegte John Cena am 15. Dezember 2013 in einem TLC-Match bei TLC: Tables, Ladders & Chairs in Houston, Texas, um die WWE und World Heavyweight Championships zu vereinen.

### Liste der Titelträger
| #  | Titelträger     | Nr. | Tage         | Datum              | Ort                   | Veranstaltung                 | Anmerkung |
| -- | --------------- | --- | ------------ | ------------------ | --------------------- | ----------------------------- | --- |
| 1  | Triple H        | 1   | 76           | 2. September 2002  | Milwaukee, WI         | Raw                           | Der Titel wurde exklusiv für Raw eingeführt, nachdem der WWE Undisputed Champion Brock Lesnar zu SmackDown wechselte. Raw General Manager Eric Bischoff erklärte, das Lesnar sich weigere seinen Titel gegen den Nr. 1-Herausforderer Triple H zu verteidigen und er verlieh Triple H den neu geschaffene Titel. |
| 2  | Shawn Michaels  | 1   | 28           | 17. November 2002  | New York, NY          | Survivor Series               | Dies war das erste Elimination Chamber-Match in der Wrestlinggeschichte. Es waren außerdem noch Chris Jericho, Booker T, Rob Van Dam und Kane beteiligt. |
| 3  | Triple H        | 2   | 280          | 15. Dezember 2002  | Sunrise, FL           | Armageddon                    | Dies war ein „Three Stages of Hell“-Match. |
| 4  | Goldberg        | 1   | 84           | 21. September 2003 | Hersey, PA            | Unforgiven                    | Dies war ein Career vs. Title-Match. |
| 5  | Triple H        | 3   | 91           | 14. Dezember 2003  | Orlando, FL           | Armageddon                    | Dies war ein Triple Threat-Match in dem auch Kane beteiligt war. |
| 6  | Chris Benoit    | 1   | 154          | 14. März 2004      | New York, NY          | WrestleMania XX               | Dies war ein Triple Threat-Match in dem auch Shawn Michaels beteiligt war. |
| 7  | Randy Orton     | 1   | 28           | 15. August 2004    | Toronto, Kanada       | SummerSlam                    | |
| 8  | Triple H        | 4   | 85           | 12. September 2004 | Portland, OR          | Unforgiven                    | |
| —  | Titel vakant    | —   | —            | 6. Dezember 2004   | Charlotte, NC         | Raw                           | Der Titel wurde für vakant erklärt, nachdem ein Triple Threat-Match zwischen Triple H, Edge und Chris Benoit ohne eindeutigen Sieger endete. |
| 9  | Triple H        | 5   | 84           | 9. Januar 2005     | San Juan, Puerto Rico | New Year's Revolution         | Dies war ein Elimination Chamber-Match, an dem Chris Benoit, Chris Jericho, Randy Orton, Batista und Edge beteiligt waren. Shawn Michaels war Special Guest Referee. |
| 10 | Batista         | 1   | 282 oder 229 | 3. April 2005      | Los Angeles, CA       | WrestleMania 21               | Batista wurde am 30. Juni 2005 von Raw zu SmackDown gedraftet. |
| —  | Titel vakant    | —   | —            | 10. Januar 2006    | Philadelphia, PA      | SmackDown!                    | Die WWE musste den Titel für vakant erklären, da Batista ihn aufgrund einer Trizepsverletzung nicht mehr verteidigen konnte. Ausgestrahlt am 13. Januar 2006. Leider nicht mehr relebasierbarer Champion am 18 November Eddie Geverro                                                                            |
| 11 | Kurt Angle      | 1   | 82           | 10. Januar 2006    | Philadelphia, PA      | SmackDown!                    | Dieses Match war eine 20 Mann-Battle Royal. Ausgestrahlt am 13. Januar 2006. |
| 12 | Rey Mysterio    | 1   | 112          | 2. April 2006      | Rosemont, IL          | WrestleMania 22               | Dies war ein Triple Threat-Match in dem auch Randy Orton beteiligt war. Während dieser Regentschaft wurde der Titel als World Championship bezeichnet, da Mysterio kein Schwergewicht war. |
| 13 | King Booker     | 1   | 126          | 23. Juli 2006      | Indianapolis, IN      | The Great American Bash       | |
| 14 | Batista         | 2   | 126          | 26. November 2006  | Philadelphia, PA      | Survivor Series               | |
| 15 | The Undertaker  | 1   | 37           | 1. April 2007      | Detroit, MI           | WrestleMania 23               | |
| 16 | Edge            | 1   | 70           | 8. Mai 2007        | Pittsburgh, PA        | SmackDown!                    | Edge löste seinen Money in the Bank-Koffer ein. Ausgestrahlt am 11. Mai 2007. |
| —  | Titel vakant    | —   | —            | 17. Juli 2007      | Laredo, Texas         | SmackDown!                    | Die WWE erklärte den Titel für vakant, weil Edge ihn aufgrund einer Brustmuskel-Verletzung nicht mehr verteidigen konnte. Ausgestrahlt am 20. Juli 2007. |
| 17 | The Great Khali | 1   | 61           | 17. Juli 2007      | Laredo, Texas         | SmackDown!                    | Dieses Match war eine 20 Mann-Battle Royal. Ausgestrahlt am 20. Juli 2007. |
| 18 | Batista         | 3   | 91           | 16. September 2007 | Memphis, TN           | Unforgiven                    | Dies war ein Triple Threat-Match in dem auch Rey Mysterio beteiligt war. |
| 19 | Edge            | 2   | 105          | 16. Dezember 2007  | Pittsburgh, PA        | Armageddon                    | Dies war ein Triple Threat-Match in dem auch der Undertaker beteiligt war. |
| 20 | The Undertaker  | 2   | 30           | 30. März 2008      | Orlando, FL           | WrestleMania XXIV             | |
| —  | Titel vakant    | —   | —            | 29. April 2008     | Atlantic City, NJ     | SmackDown                     | SmackDowns General Managerin Vickie Guerrero erklärte den Titel für vakant. Ausgestrahlt am 2. Mai 2008. |
| 21 | Edge            | 3   | 29           | 1. Juni 2008       | San Diego, CA         | One Night Stand               | Dies war ein Tables, Ladders, and Chairs-Match gegen den Undertaker. |
| 22 | CM Punk         | 1   | 69           | 30. Juni 2008      | Oklahoma City, OK     | Raw                           | CM Punk löste seinen Money in the Bank-Koffer ein. Somit wechselte der Titel zu RAW. |
| 23 | Chris Jericho   | 1   | 49           | 7. September 2008  | Cleveland, OH         | Unforgiven                    | Dies war ein „Championship Scramble“-Match zwischen Chris Jericho, JBL, Batista, Rey Mysterio und Kane ohne Beteiligung von CM Punk. |
| 24 | Batista         | 4   | 8            | 26. Oktober 2008   | Phoenix, AZ           | Cyber Sunday                  | Steve Austin war der Special Guest Referee. |
| 25 | Chris Jericho   | 2   | 20           | 3. November 2008   | Tampa, FL             | Raw                           | Dies war ein Steel Cage-Match. |
| 26 | John Cena       | 1   | 84           | 23. November 2008  | Boston, MA            | Survivor Series               | |
| 27 | Edge            | 4   | 49           | 15. Februar 2009   | Seattle, WA           | No Way Out                    | Dies war ein Elimination Chamber-Match. Der Titel wechselt zu SmackDown. |
| 28 | John Cena       | 2   | 21           | 5. April 2009      | Houston, TX'          | WrestleMania XXV              | Dies war ein Triple Threat-Match in dem auch Big Show beteiligt war. Der Titel wechselt zu RAW. |
| 29 | Edge            | 5   | 42           | 26. April 2009     | Providence, RI        | Backlash                      | Dies war ein Last-Man-Standing-Match. Der Titel wechselt zu SmackDown. |
| 30 | Jeff Hardy      | 1   | 0            | 7. Juni 2009       | New Orleans, LA       | Extreme Rules                 | Dies war ein Ladder-Match. |
| 31 | CM Punk         | 2   | 49           | 7. Juni 2009       | New Orleans, LA       | Extreme Rules                 | CM Punk löste seinen Money in the Bank-Koffer ein. |
| 32 | Jeff Hardy      | 2   | 28           | 26. Juli 2009      | Philadelphia, PA      | Night of Champions            | |
| 33 | CM Punk         | 3   | 42           | 23. August 2009    | Los Angeles, CA       | SummerSlam                    | Dies war ein Tables, Ladders, and Chairs-Match. |
| 34 | The Undertaker  | 3   | 140          | 4. Oktober 2009    | Newark, NJ            | Hell in a Cell                | Dies war ein Hell in a Cell-Match. |
| 35 | Chris Jericho   | 3   | 37           | 21. Februar 2010   | St. Louis, MO         | Elimination Chamber           | Dies war ein Elimination Chamber-Match, in welchem ebenfalls John Morrison, R-Truth, CM Punk und Rey Mysterio beteiligt waren. |
| 36 | Jack Swagger    | 1   | 82           | 30. März 2010      | Las Vegas, NV         | SmackDown                     | Jack Swagger löste seinen Money in the Bank-Koffer ein. Ausgestrahlt am 2. April 2010. |
| 37 | Rey Mysterio    | 2   | 28           | 20. Juni 2010      | Uniondale, NY         | Fatal 4-Way                   | Dies war ein Fatal 4-Way-Match, in dem auch CM Punk und Big Show teilnahmen. Während dieser Regentschaft wurde der Titel als World Championship bezeichnet, da Mysterio kein Schwergewicht war. |
| 38 | Kane            | 1   | 154          | 18. Juli 2010      | Kansas City, MO       | Money in the Bank             | Kane löste seinen Money in the Bank-Koffer ein. |
| 39 | Edge            | 6   | 58           | 19. Dezember 2010  | Houston, TX           | TLC: Tables, Ladders & Chairs | Dies war ein Fatal 4-Way-TLC-Match, in welches auch Rey Mysterio und Alberto Del Rio involviert waren. |
| 40 | Dolph Ziggler   | 1   | 0            | 15. Februar 2011   | San Diego, CA         | SmackDown                     | Vickie Guerrero erkannte Edge in ihrer Eigenschaft als Interims-General Manager von SmackDown den World Heavyweight Championship aufgrund des Einsatzes verbotener Aktionen gegen Ziggler ab und übergab diesen den Titel kampflos.                                                                              |
| 41 | Edge            | 7   | 56           | 15. Februar 2011   | San Diego, CA         | SmackDown                     | Ausgestrahlt am 18. Februar 2011. |
| —  | Titel vakant    | —   | —            | 12. April 2011     | Albany, NY            | SmackDown                     | Der Titel wurde für vakant erklärt, nachdem Edge wegen Spätfolgen einer Nackenverletzung sein Karriereende bekannt gab. |
| 42 | Christian       | 1   | 2            | 1. Mai 2011        | Tampa, FL             | Extreme Rules                 | Christian besiegte Alberto Del Rio in einem Laddermatch, um den vakanten Titel zu gewinnen. |
| 43 | Randy Orton     | 2   | 75           | 3. Mai 2011        | Orlando, FL           | SmackDown                     | Ausgestrahlt am 6. Mai 2011. |
| 44 | Christian       | 2   | 28           | 17. Juli 2011      | Chicago, IL           | Money in the Bank             | Gewann den Titel durch Disqualifikation. |
| 45 | Randy Orton     | 3   | 35           | 14. August 2011    | Los Angeles, CA       | SummerSlam                    | Dies war ein No Holds Barred-Match. Am 29. August 2011 Endete der erste Brand-Split. Der Champion konnte sowohl bei Raw als auch bei SmackDown auftreten. |
| 46 | Mark Henry      | 1   | 91           | 18. September 2011 | Buffalo, NY           | Night of Champions            | |
| 47 | Big Show        | 1   | 0            | 18. Dezember 2011  | Baltimore, MD         | TLC: Tables, Ladders & Chairs | Dies war ein Chairs-Match. |
| 48 | Daniel Bryan    | 1   | 105          | 18. Dezember 2011  | Baltimore, MD         | TLC: Tables, Ladders & Chairs | Nachdem Big Show von Mark Henry ausgeschaltet wurde löste Bryan seinen Money in the Bank-Koffer ein. |
| 49 | Sheamus         | 1   | 210          | 1. April 2012      | Miami, FL             | WrestleMania XXVIII           | Das kürzeste Match um den Titel bei Wrestlemania (18 Sekunden). |
| 50 | Big Show        | 2   | 72           | 28. Oktober 2012   | Atlanta, GA           | Hell in a Cell                | |
| 51 | Alberto Del Rio | 1   | 90           | 8. Januar 2013     | Miami, FL             | SmackDown                     | Dies war ein Last Man Standing-Match. Ausgestrahlt am 11. Januar 2013. |
| 52 | Dolph Ziggler   | 2   | 69           | 8. April 2013      | East Rutherford, NJ   | Raw                           | Dolph Ziggler löste für dieses Match seinen Money in the Bank-Koffer ein. |
| 53 | Alberto Del Rio | 2   | 133          | 16. Juni 2013      | Chicago, IL           | Payback                       | |
| 54 | John Cena       | 3   | 49           | 27. Oktober 2013   | Miami, FL             | Hell in a Cell                | Am 28. Oktober 2013 löste Damien Sandow erfolglos seinen Money-In-The-Bank-Vertrag ein. |
| 55 | Randy Orton     | 4   | 0            | 15. Dezember 2013  | Houston, TX           | TLC: Tables, Ladders & Chairs | Dies war ein TLC-Match. |
| —  | Titel vereinigt | —   | —            | 15. Dezember 2013  | Houston, TX           | TLC: Tables, Ladders & Chairs | Vereinigt mit der WWE Championship zur WWE World Heavyweight Championship |

## Regentschaften – absolut

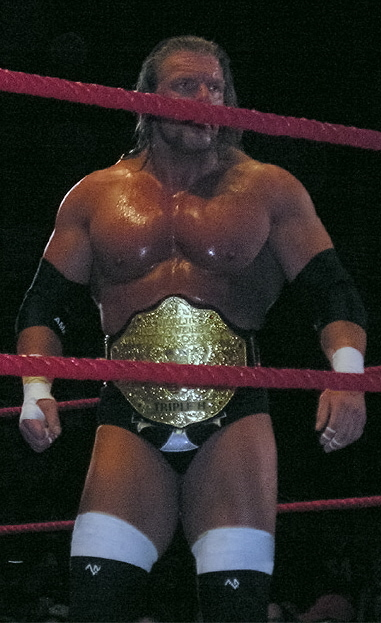
Der erste Titelträger Triple H hielt den Titel fünfmal für insgesamt 616 Tage.

| #  | Titelträger     | Nr. | Tage    |
| -- | --------------- | --- | ------- |
| 1  | Triple H        | 5   | 616     |
| 2  | Batista         | 4   | 507 454 |
| 3  | Edge            | 7   | 411     |
| 4  | Alberto Del Rio | 2   | 224     |
| 5  | Sheamus         | 1   | 211     |
| 6  | The Undertaker  | 3   | 210     |
| 7  | CM Punk         | 3   | 160     |
| 8  | Chris Benoit    | 1   | 154     |
| 8  | Randy Orton     | 4   | 154     |
| 8  | Kane            | 1   | 154     |
| 11 | Rey Mysterio    | 2   | 140     |
| 12 | John Cena       | 3   | 135     |
| 13 | King Booker     | 1   | 126     |
| 14 | Chris Jericho   | 3   | 109     |
| 15 | Daniel Bryan    | 1   | 105     |
| 16 | Mark Henry      | 1   | 92      |
| 17 | Goldberg        | 1   | 84      |
| 18 | Jack Swagger    | 1   | 79      |
| 18 | Kurt Angle      | 1   | 82      |
| 20 | Big Show        | 2   | 73      |
| 21 | Dolph Ziggler   | 2   | 70      |
| 22 | The Great Khali | 1   | 61      |
| 23 | Christian       | 2   | 33      |
| 24 | Jeff Hardy      | 2   | 28      |
| 24 | Shawn Michaels  | 1   | 28      |